# Gottlieb Bion

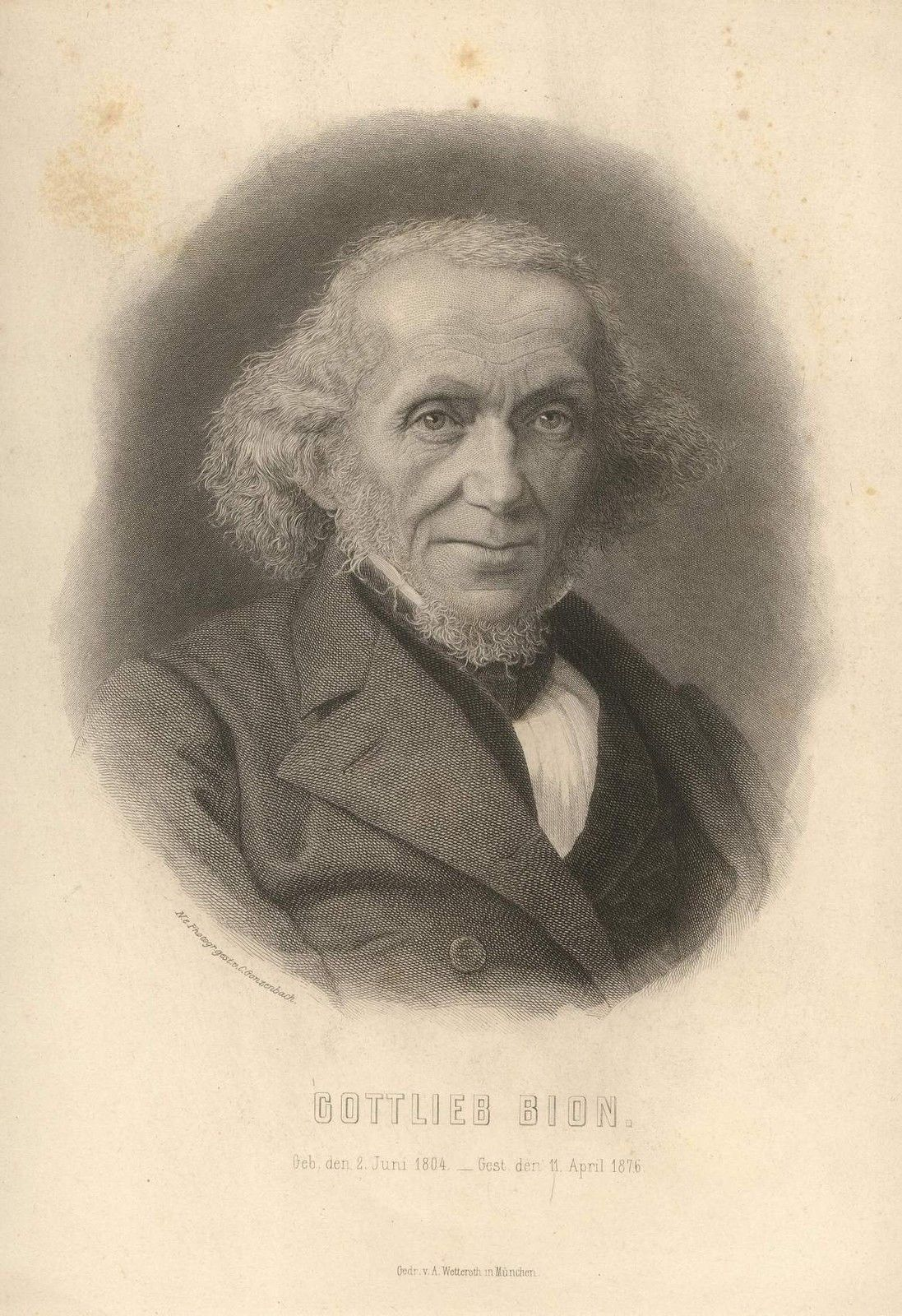
Gottlieb Bion, Stahlstich nach Photographie, ca. 1877

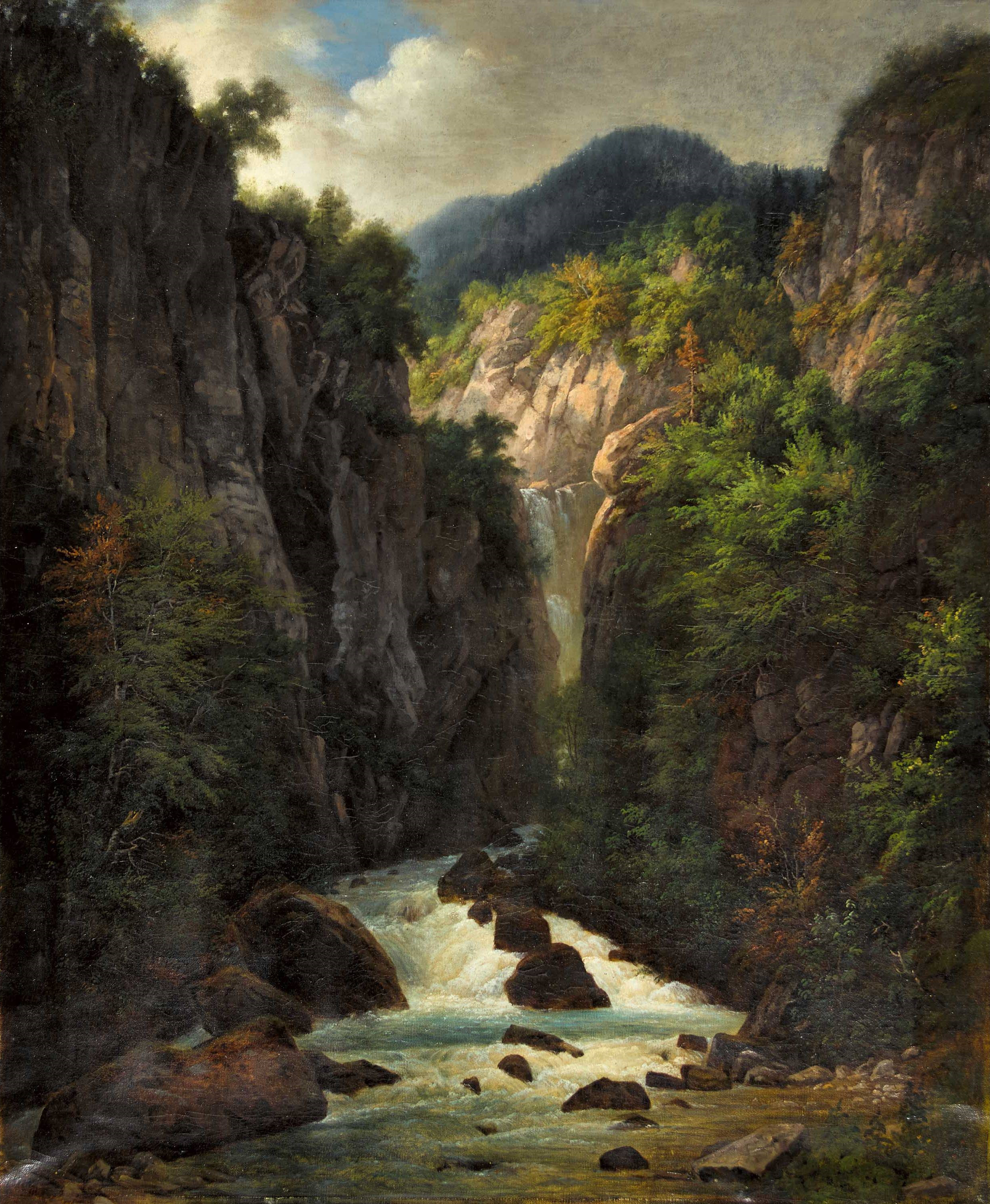
Gottlieb Bion: Die Viamala-Schlucht

Gottlieb Bion (* 2. Juni 1804 in Bürglen; † 11. April 1876 in St. Gallen) war ein Schweizer Landschaftsmaler und Lehrer.
Geboren als Sohn des Pfarrers Peter Bion, besuchte er das Gymnasium in St. Gallen und wurde von 1822 bis 1825 zum Lehrer an Philipp Emanuel von Fellenbergs Erziehungsanstalt in Hofwil ausgebildet. Danach studierte er ab dem 19. Dezember 1825 Historienmalerei an der Königlichen Akademie der Künste in München.
Nach dem Studium war er in St. Gallen von 1827 bis 1872 als Landschafts- und Miniaturmaler sowie Schreib-, Zeichnungs- und Turnlehrer tätig. 1827 wurde er Mitbegründer des St. Galler Kunstvereins und von 1848 bis 1874 dessen Präsident. Von 1855 bis 1857 bekleidete er die Position des Präsidenten des Schweizer Kunstvereins.
1831 heiratete er Louise Katharina Hirzel.